# 潘牥
潘牥牥（1203年—1246年），字庭堅，號紫岩，閩縣（今屬福建福州）人。南宋文学家、政治家。

## 生平
潘牥生於嘉泰三年（1203年），美姿容，博闻强识，读书五行俱下，终身不忘。宋理宗端平二年（1235年）乙未科吴叔告榜进士第三人，以敢言著称，直指宋理宗理亏，潘牥對策曰：“陛下承休上帝，皈德匹夫，何异为人子孙，身荷父母劬劳之赐，乃指豪奴悍婢为恩私之地。欲父母无怒，不可得也。”，後调镇南军节度推官，未就。歷官浙西茶盐司幹官，改宣教郎。又官太學正，通判潭州。淳祐六年（1246年）參加詩會，裸身於瀑布之下，感染風寒，卒於任上，年四十三。刘克庄为撰墓志铭。

## 作品
潘牥工於诗词，其作品多写情抒怀，蕴含咏叹兴亡之意；著有《紫岩集》一卷。词学家况周颐对其词作《南乡子·题南剑州妓馆》评价颇高，称其“小令中能转折，便有尺幅千里之势”。o闇ㄜ

## 延伸阅读
[在维基数据编辑]
 《宋史·卷425》，出自脱脱《宋史》